# 小国和紙
小国和紙（おぐにわし）は、新潟県長岡市小国地域（旧刈羽郡小国町）で伝統的に生産されている和紙。農耕地域である小国地域では、積雪があり農業の行えない冬季の収入源としての目的を持ち、農業の副業として営まれてきた。
小国和紙は雪を使用するのが最大の特徴である。まず漂白の工程では雪による漂白力を利用し、乾燥までの工程では春まで雪の下に埋めておき、雪の重さで水分を減らし、春に近づいた頃に日光で乾燥させる。雪に埋める工程を「かんぐれ」と呼び、各家で作られていた頃は家族総出で行う大規模なものであった。
小国和紙は江戸時代かそれ以前から製造されており、明治時代の初頭には最盛期を迎え毎年800万枚以上が生産されたものの、産業の近代化に押され、以降減少の一途を辿る。1973年には日本の無形文化財に指定され、翌年の1974年には新潟県の無形文化財に指定された。2006年時点では小国和紙は2つの工房でのみ生産されている。